# 1317
1317 (MCCCXVII) fue un año común comenzado en sábado del calendario juliano.

## Acontecimientos
- 6 de enero - Felipe de Poitiers es coronado rey de Francia, con el nombre de Felipe V, si bien había sido regente desde la muerte de su hermano y rey de facto desde la muerte de su sobrino, en noviembre del año anterior.

## Fallecimientos
- Margarita de Francia, reina de Inglaterra.